# Рей, Эддисон
Эддисон Рэй Истерлинг (англ. Addison Rae Easterling, род. 6 октября 2000, Лафейетт, Луизиана) — американская певица, танцовщица и актриса известная по роли в фильме «Это всё он». В июле 2019 года она начала активно размещать контент на площадку TikTok, где её танцевальные ролики приобрели популярность. По состоянию на 14 мая 2025 года она собрала более 88 миллиона последователей на TikTok и занимает шестое место среди наиболее популярных пользователей на платформе после Чарли Д’Амелио и Хаби Лейма. В августе 2020 года Рэй была названа Forbes самой высокооплачиваемой личностью TikTok. В марте 2021 года она выпустила свой дебютный сингл «Obsessed».

## Ранняя жизнь
Эддисон Рэй Истерлинг родилась 6 октября 2000 года у христианской пары Монти Лопес и Шери Истерлинг. Она родилась и выросла в Лафейетте, штат Луизиана. У Рэй есть два младших брата, Энцо Лопес и Лукас Лопес. Родители Эддисон развелись, когда она была маленькой, в 2017 году они вновь поженились. Оба родителя также имеют собственные аккаунты в TikTok, у Монти более 5 миллионов последователей, у Шери — 14 миллионов.
Эддисон начала танцевать в возрасте 6 лет, она посещала соревнования по всей стране. Прежде чем переехать в Лос-Анджелес, чтобы продолжить свою карьеру в TikTok, она недолго училась в Луизианском государственном университете (LSU), где осенью изучала спортивное радиовещание, но затем бросила обучение, когда её последователи начали стремительно расти на TikTok.

## Карьера
Рэй впервые присоединилась к TikTok в июле 2019 года, загрузив танцевальные видео под популярные песни на платформе. Она была частью Hype House, общей группы TikTok, с момента её создания в декабре 2019 года. Только через несколько месяцев Рэй собрала более миллиона последователей в TikTok и решила оставить LSU в ноябре.
«Я знала, что хочу отнестись к этому посерьезнее и распространить его на другие платформы. Я скачала видео на YouTube и стала очень активной в Instagram»
Быстрый успех Рэй привел к её подписанию контракта с агентство талантов WME в январе 2020 вместе с родителями.
В июле сотрудничала с American Eagle в компании бренда «#AExME back to School '20», когда бренд сделал свою первую виртуальную фотосессию, охватывающую снимки Эддисон в её спальне из-за пандемии. В этом же месяце, Эддисон выпустила еженедельный эксклюзивный подкаст для Spotify под названием Mama Knows Best, включающий темы, касающиеся их личной и карьерной жизни. Эддисон также запустила собственную косметическую линию Item Beaty, которую она основала вместе со стартапом красоты Madeby Collective, где она будет контролировать большинство продуктов бренда.
Рэй сыграла роль в фильме «Это всё он 2021» — ремейка подростковой комедии «Это всё она» 1999 года. Роль Рэй была вдохновлена персонажем Фредди Принца-младшего, Захари Силера из оригинала.
В июне 2025 года Эддисон выпустит свой дебютный студийный альбом Addison.

## Личная жизнь

### Отношения
В октябре 2020 года Эддисон Рэй подтвердила, из-за различных публикаций в социальных сетях, что у неё были отношения с Брайсом Холлом. Однако в следующем году они расстались.
Рэй также была чрезвычайно близка с семьей Кардашьян, особенно с Кортни Кардашьян, с тех пор, как её пригласил Дэвид Добрик увидеть Мейсона Дисика, сына Кортни, в марте 2020 года. Сейчас их часто замечают друг с другом, и Рэй часто присутствовала на мероприятиях Кардашьян-Дженнер.

### Доходы и благотворительность
В августе 2020 года Forbes опубликовала отчёт, в котором было обнаружено, что Рэй за последний год по июнь заработала 5 миллионов долларов за разные сделки и товары, что сделало её самой оплачиваемой звездой TikTok. Успех Рэй в TikTok привел её к сотрудничеству с такими компаниями, как Reebok, L’Oréal, Hollister и American Eagle. В 2020 году Рэй пожертвовала свои призовые в размере 1 миллиона долларов от победы на звездном турнире Mario Tennis Aces, который назывался «Оставайтесь дома», благотворительной организации No Kid Hungry.

## Дискография

### Альбомы
- Addison (2025)

### Синглы
- «Obsessed» (2021)
- «Diet Pepsi» (2024)
- «Aquamarine» (2024)
- «High Fashion» (2025)
- «Headphones On» (2025)

## Фильмография
| Год  | Заголовок         | Роль           | Примечания | Ref.   |
| ---- | ----------------- | -------------- | ---------- | ------ |
| 2018 | Пушистый шпион    | Марни          | Голос      |        |
| 2021 | Это всё он        | Падджетт Сойер |            | [ 21 ] |
| 2023 | День благодарения | Габби          |            |        |

## Награды и номинации
| Год      | Награда                      | Категория                         | Результат | Ref.   |
| -------- | ---------------------------- | --------------------------------- | --------- | ------ |
| 2020 год | Награды «Выбор народа»       | Социальная звезда 2020 года       | Номинация | [ 22 ] |
| 2021 год | Награды «Выбор детей»        | Любимая женская социальная звезда | Номинация | [ 23 ] |
| 2021 год | Премии MTV Movie & TV Awards | Прорывная социальная звезда       | Номинация | [ 24 ] |